# Hiranuma Kiichirō
Hiranuma Kiichirō (平沼 騏一郎 (Bình Chiểu Kỳ Nhất Lang) 28 tháng 9 năm 1867 – 22 tháng 8 năm 1952) là chính trị gia cánh hữu người Nhật nổi bật trước Thế chiến thứ hai và là Thủ tướng Nhật Bản từ 5 tháng 1 năm 1939 đến 30 tháng 8 năm 1939 và từng là Chủ tịch Hội đồng cơ mật. Sau chiến tranh, ông bị Tòa án Quân sự Quốc tế Viễn Đông buộc tội về tội ác chiến tranh và bị kết án chung thân.